# 심문

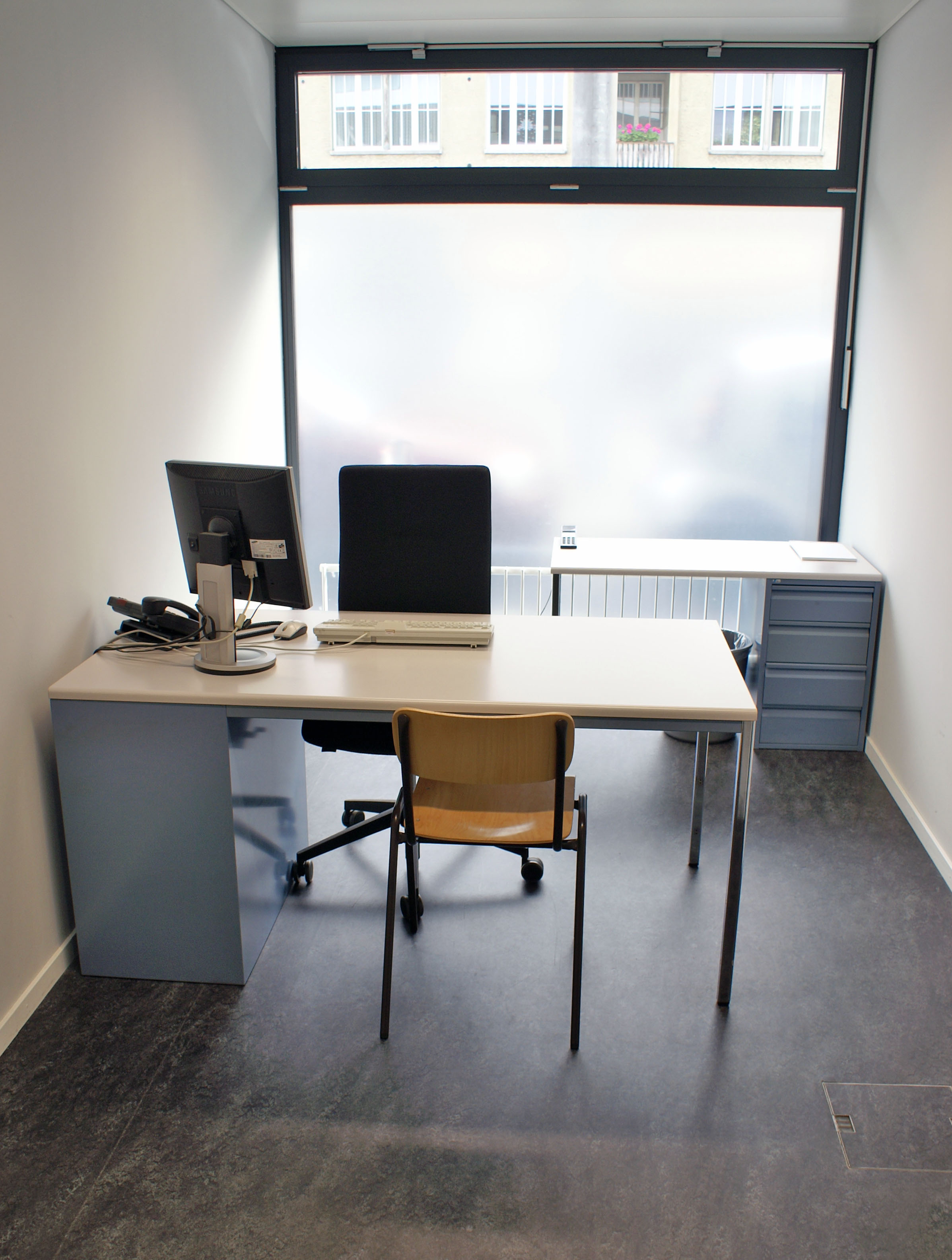
스위스 경찰의 취조실(interrogation room)

심문(審問, Interrogation)은 보통 경찰 등 공무원이 취조실에서 실시하는 인터뷰를 말한다. 범죄 수사의 하나이다. 심문에서는 보통 경찰의 고문이 문제가 되고 있다.
심문은 유용한 정보, 특히 의심되는 범죄와 관련된 정보를 추출할 목적으로 법 집행관, 군인, 정보 기관, 조직 범죄 조직 및 테러 조직에서 일반적으로 사용하는 인터뷰이다. 심문에는 대상과의 관계 형성에서부터 고문에 이르기까지 다양한 기법이 포함될 수 있다.

## 기법

### 속임수
속임수는 효과적인 심문의 중요한 부분을 구성할 수 있다. 미국에서는 심문관이 사건의 강도에 대해 거짓말을 하거나, 오해의 소지가 있는 진술을 하거나, 인터뷰 대상자가 이미 다른 사람에 의해 범죄에 연루되었다는 암시를 하는 것을 금지하는 법률이나 규정이 없다.
위에서 언급한 바와 같이, 전통적으로 기만의 문제는 심문을 받는 개인을 향해 속이는 심문관의 관점에서 고려된다. 2000년대에는 정신병리학 측정에서 중간에서 높은 점수를 받고 심문관에게 속임수를 보이는 개인으로부터 정보를 수집하는 데 사용되는 효과적인 인터뷰 방법에 대한 연구 조사에 정보가 나타나기 시작했다.

### 언어적 및 비언어적 신호
이 기법의 주요 목적은 반복적인 심문 과정에서 거짓말쟁이와 진실을 말하는 사람의 행동의 언어적, 비언어적 특징이 어느 정도 변하는지 조사하는 것이다. 거짓말을 하는 사람은 진실을 말하는 사람보다 미소, 자기 조작, 멈춤, 시선 혐오가 훨씬 적다는 것이 밝혀졌다. 그란하그(Granhag), 스트롬월(Strömwall)에 따르면 비언어적 속임 행위에 대한 세 가지 접근 방식이 있다. 첫 번째는 감정적 접근 방식으로, 거짓말을 하는 사람은 자신의 감정적 감정에 따라 행동을 바꿀 것이라고 이야기한다. 예를 들어, 피험자가 거짓말을 하고 죄책감을 느끼기 시작하면 시선을 돌릴 것이다. 두 번째 접근 방식은 인지적 접근 방식으로, 거짓말을 하면 진실을 말하는 것보다 더 많은 생각이 필요하며, 결과적으로 거짓말쟁이는 말에서 더 많은 오류를 범하게 될 수 있음을 시사한다. 마지막으로, 통제된 시도는 거짓말을 하는 피험자가 겉보기에 정상적이거나 정직해 보이려고 시도하고 자신을 믿을 수 있게 만들기 위해 자신의 행동을 조정하려고 노력할 것임을 시사한다.

### 좋은 경찰/나쁜 경찰
좋은 경찰/나쁜 경찰은 두 명의 심문관으로 구성된 팀이 주제에 대해 분명히 반대되는 접근 방식을 취하는 협상과 심문에 사용되는 심리적 전술이다. 하나는 처벌의 위협을 강조하는 적대적이거나 비난적인 태도를 취하는 반면, 다른 하나는 주체가 협력하도록 설득하기 위해 보다 동정적인 태도를 취하여 보상을 강조한다.

### 정신을 바꾸는 약물
심문에 약물을 사용하는 것은 효과가 없으며 불법이다. 모든 형태의 구금 또는 투옥 중인 모든 사람의 보호를 위한 원칙(UN 총회에서 1988년 12월 9일 결의안 43/173으로 채택)은 "판결 능력을 손상시키는 심문 방법"을 금지한다. 게다가 세계의사협회(World Medical Association)와 미국의사협회(American Medical Association)는 모두 의사의 심문 참여를 금지하고 있다.

### 고문
유럽에서 국가가 심문에 고문을 사용한 역사는 2000년 이상이다. 협박을 받아 추출한 정보는 기만적이며 신뢰할 수 없다는 사실이 일찍부터 인식되었다. 서기 3세기 로마 제국의 법학자 울피안(Ulpian)은 저항할 힘이 있는 사람에게서는 "진실을 얻을 수 있는 방법이 없다"고 말했지만, 고통을 견딜 수 없는 사람은 "고통을 겪기보다는 거짓말을 할 것"이라고 말했다.
조사 기법으로 고문을 사용하는 것은 기독교가 부흥하면서 "그리스도의 가르침에 반대되는" 것으로 간주되어 쇠퇴했고, 866년 교황 니콜라스 1세는 고문을 금지했다. 그러나 13세기 이후 독일, 프랑스, 포르투갈, 이탈리아, 스페인 등 많은 유럽 국가들이 종교 재판과 세속 조사를 위해 신체적 학대를 하기 시작했다. 18세기에 이르러 계몽주의의 영향력이 확산되면서 유럽 국가들은 국가가 공식적으로 승인한 고문 심문을 포기하게 되었다. 1874년에 빅토르 위고는 "고문은 더 이상 존재하지 않는다"고 그럴듯하게 주장할 수 있었다. 그러나 20세기에 무솔리니의 파시스트 이탈리아, 히틀러의 제3제국, 레닌과 스탈린의 소련과 같은 권위주의 국가들은 다시 한번 대규모로 이러한 관행을 재개했다.
냉전 기간 동안 미국 중앙정보국(CIA)은 반공산주의 정권을 지원하는 고문 기법과 관련하여 세계 강대국들 사이에 상당한 영향력을 행사했다. CIA는 게슈타포, KGB, 북한군이 한국전쟁 당시 사용했던 물고문, 수면박탈, 전기충격 등의 수법을 채택했다. CIA는 또한 감각 박탈, 자해 고통, 심리적 스트레스와 관련된 '비접촉' 고문에 대해서도 연구했다. CIA는 경찰과 군사 훈련을 통해 중동, 피비린내 나는 피닉스 프로그램 중 동남아시아, 콘도르 작전 중 라틴 아메리카 전역의 미국 지원 정권에 정교한 고문 기법을 가르쳤다. 말레이시아, 필리핀 등 일부 아시아 및 남태평양 국가에서는 상대방을 심문하고 위협하기 위한 고문이 널리 퍼졌다. 작가 알프레드 맥코이(Alfred McCoy)는 "지난 40년 동안 전 세계에서 고문을 추적하면서 어떤 의미에서 CIA 프로그램의 흔적을 따라왔다"라고 말했다.
1970년대 CIA가 후원한 고문이 폭로되고 그에 따른 항의가 이어진 후, CIA는 고문에 따른 자체 심문을 대부분 중단했다. 1980년대와 1990년대에 걸쳐 수감자들을 제3세계 동맹국에 인도하는 방식으로 그러한 심문을 "아웃소싱"했으며, 이를 종종 대리 고문이라고 불렀다. 그러나 9.11 테러에 대한 분노로 미국 당국은 2002년부터 알카에다에 대한 정보를 수집하기 위해 "향상된 심문 기법"이나 "심층 심문"과 같은 완곡한 표현을 사용하여 일부 형태의 고문 심문을 법적으로 승인했다. CIA 고문에 대한 상원 정보위원회 보고서와 초당파적인 미국 상원 군사위원회 보고서에 따르면 궁극적으로 CIA, 미군, 그리고 그들의 계약 직원들은 아부그라이브, 바그람 및 전 세계에 흩어져 있는 비밀 비밀 감옥에서 수천 명을 고문했다고 한다. 고문을 받은 심문이 유용한 정보를 생산했는지 여부는 뜨거운 논쟁을 불러일으켰다.
버락 오바마 대통령 행정부는 2009년 소위 강화된 심문을 금지했으며, 2012년 3월 현재 심문 목적으로 수감자들을 고의적으로 학대하는 것을 공개적으로 인정하는 국가는 더 이상 없다.

## 같이 보기
- 고문